# ميفعة (شبوة)

تعديل مصدري - تعديل

ميفعة هي مدينة ومركز مديرية ميفعة بمحافظة شبوة اليمنية، بلغ تعداد سكانها 6265 نسمة حسب الإحصاء الذي أجري عام 2004.